# Симо Соколов
Симо Соколов (Войвода Симо, Капитан Симо Грознатовски) е български революционер и офицер от сръбската армия. Участник в Сръбско-турската от 1876 и Руско-турската война от 1877 – 1878 година и предводител на освободителното въстание в Трънско и Кумановско. След Освобождението на България е офицер от българската армия и народен представител в I обикновено народно събрание.

## Биография
Симо Соколов е роден през 1848 година в село Грознатовци, Османска империя (днес в Западните покрайнини, Сърбия). Внук е на войводата Христо Плаката. Десетгодишен напуска родното си село и заминава за Сърбия. Учи в град Топола, където баща му и чичовците му работят като зидари, а от 1865 в гимназия в Белград. През 1870 – 1871 постъпва в богословско училище. През 1875 година продължава обучението си в Историко-филологическия факултет на Белградската велика школа.

Повлиян от революционните идеи на Любен Каравелов, в навечерието на Априлското въстание Соколов влиза във връзка с българските революционни среди в Румъния, както и с революционни дейци в Трънско и Пиротско. Подготвя въстание на българите в тези земи, но не го осъществява, след като сръбското правителство му отказва за момента материална подкрепа. В писмо до съратници в Букурещ пише:
| „ | Сега, който е българин и българско име носи, днеска требе да помогне с що може, на издайници и изроди не требе да обръщаме глави. | “ |

В навечерието на Сръбско-турската война от 1876 година Симо Соколов преминава бърз курс на обучение в белградското военно училище и е препоръчан за офицерски чин. Става един от главните организатори на българските доброволчески отряди. В Зайчар Соколов е избран за войвода на една от четите, съставена от негови земляци от Трънско. През юни и юли 1876 година той и четниците му се сражават с променлив успех при Раковица, Кадъ Боаз и връх Бабина глава.
След поражението си във войната Сърбия разпуска българските доброволци. През пролетта на 1877 година Соколов организира изпращането им в Плоещ по нареждане на руското командване.

### Участие в Руско-турската война (1877 – 1878)
През август 1877 година, след избухването на Руско-турската война, Соколов е изпратен от руснаците в Сърбия, за да убеди княз Милан и правителството на Йован Ристич да обявят война на османците. Тази мисия не дава незабавни резултати. От август до включването на Сърбия във войната в началото на декември Соколов действа като разузнавач, предоставяйки данни на руския генерален щаб за концентрацията и придвижването на османските и сръбските войски по границата в поречието на Тимок.
След освобождаването на Плевен от руските войски, на 2 декември 1877 година (стар стил) Сърбия обявява война на Османската империя. Сръбските войски завземат Ниш, Пирот, Враня, Лесковац, Прокупле, Куршумлия. Соколов взима участие в превземането на Пирот. Веднага след това с дружина доброволци се отправя към Трън и поема командването на разбунтувалото се местно население. В резултат от действията му през втората половина на декември са освободени Трънският и Брезнишкият край. В сражение край Власина въстаниците начело със Соколов и Тако Пеев нанасят поражение на башибозуците, след което въстанието се разпростира към Враня, Босилеград и Радомир. Малко по-късно Трън е временно окупиран от сръбски войски. За бойните си заслуги в Знеполе Соколов е отличен от сръбското командване със златен медал и е произведен в чин поручик, но се противопоставя на опитите на сръбското правителство да анексира района.
През януари 1878 година Соколов заедно с Ильо Марков и други войводи участва в боевете за Кюстендил, приключили с прогонване на турските войски от града. Соколов навлиза с четата си в Македония и оглавява въстаналите българи от селата край Крива Паланка и Куманово. За няколко месеца между Санстефанския и Берлинския договор ликвидира турската власт навсякъде, с изключение на двата околийски центъра. Принуден е да се оттегли с четата си в свободна България през юни 1878 година.

### След Освобождението
След Освобождението Симо Соколов се установява в София и става офицер от българската армия. След излизането си в запаса е предприемач и адвокат. През 1880 година е избран за народен представител в I обикновено народно събрание. Подпомага Никола Пашич (с когото са другари от ученическите години) и други сръбски емигранти, които намират убежище в Княжество България след неуспеха на Зайчарската буна срещу крал Милан и неговата проавстрийска политика.
По време на Сръбско-българската война от 1885 година Соколов набира доброволци в София, след което е начело на доброволчески отряд.

## Семейство
Съпругата на Симо Соколов, Цецилия Халупа, родена на 15 ноември 1865 година в Белград е словенка с католическо вероизповедание. Преди сватбата приема православието и променя името си на София. Двамата имат шест деца: Александър, Надежда, Люба, Вера, Ана и Владимир. Александър Соколов учи минно инженерство в Русия и математика в Софийския университет, загива като четник в Илинденско-Преображенското въстание.